# 18. Flak-Division
La 18. Flak-Division (18e division de Flak) est une division de lutte antiaérienne de la Luftwaffe allemande au sein de la Wehrmacht durant la Seconde Guerre mondiale.

## Historique
La 18. Flak-Division est mise sur pied le 10 avril 1942 à Smolensk à partir du Stab/II. Flakkorps, pour couvrir la totalité de la zone de l'Heeresgruppe Mitte. En mai 1942, la 12. Flak-Division arrive sur zone, et prend le contrôle de la moitié sud de l' Heeresgruppe Mitte. La 18. Flak-Division fait mouvement sur Lipitzy couvrant la moitié nord de l' Heeresgruppe Mitte, en soutien de la 9. Armee et de la 3. Panzer-Armee.
En mars 1943, le quartier-général est à Krasny-Bor, près de Smolensk, mais en juin 1943, la division fait mouvement sur Orscha et en septembre 1943 sur Vitebsk.
La 10. Flak-Brigade (mot.) quitte la division pour la 12. Flak-Division en février 1944.

Le 1er mars 1944, le quartier-général est à Vitebsk.
Le Stab/Flak-Regiment 10 (mot.) et le Stab/Flak-Regiment 35 (mot.) quittent la division en août 1944, et sont remplacés par le Stab/Flak-Regiment 34 (v) et le Stab/Flak-Regiment 125 (mot.).
En juin 1944, la division subit de lourdes pertes et se retire vers la province de Prusse-Orientale (en soutien de la 4. Armee et de la 3. Panzer-Armee.
Le Stab/Flak-Regiment 6 (mot.) quitte la division en octobre 1944 et est remplacé par le Stab/Flak-Regiment 116 (mot.) et le Stab/Flak-Regiment 136 (v); en novembre 1944, le Stab/Flak-Regiment 6 (mot.) est réaffecté à la division.
le 21 janvier 1945, la division prend le contrôle de toutes les unités de Flak en Prusse orientale et dans la poche de Heiligenbeil
Le 1er mars 1945, la division est à Stuthenen sous les ordres du Luftwaffenkommando Ostpreussen.
Le 10 avril 1945, elle prend le contrôle du Stab/Flak-Regimenter 77, du Stab/Flak-Regimenter 136 et du Stab/Flak-Regimenter Gürke (qui deviendra plus tard la Flakführer Hela). Le 3 mai 1945, la division est à Hela et le 10 mai 1945 à Schleswig après la capitulation de l'Allemagne nazie.

## Commandement
| Début            | Fin              | Grade           | Nom                          |
| ---------------- | ---------------- | --------------- | ---------------------------- |
| 10 avril 1942    | 9 mars 1943      | General         | Kurt Steudemann              |
| 10 mars 1943     | 31 janvier 1944  | Generalleutnant | Prince Heinrich Reuss XXXVII |
| 1er février 1944 | 1er octobre 1944 | Generalmajor    | Adolf Wolf                   |
| 2 octobre 1944   | 8 mai 1945       | Generalmajor    | Günther Sachs (en)           |

### Chef d'état-major (Ia)
| Début       | Fin          | Grade        | Nom                  |
| ----------- | ------------ | ------------ | -------------------- |
| Avril 1942  | ?            | Oberleutnant | Claus-Peter Jebens   |
| ?           | Juillet 1944 | Major        | Beetz                |
| 3 août 1944 | ? 1944       | Oberleutnant | Hornig               |
| ? 1944      | Février 1945 | Oberleutnant | Ernst-Joachim Heisig |
| Mars 1945   | Mai 1945     | Hauptmann    | Hans Gebauer         |

## Organisation

### Rattachement
| Début            | Fin              | Commandement                   |
| ---------------- | ---------------- | ------------------------------ |
| Avril 1942       | Mai 1943         | Luftwaffenkommando Ost         |
| Mai 1943         | 12 novembre 1943 | Luftflotte 6                   |
| 13 novembre 1943 | 20 janvier 1945  | II. Flakkorps                  |
| 21 janvier 1945  | Mai 1945         | Luftwaffenkommando Ostpreussen |

### Unités subordonnées
Formation le 10 avril 1942 :
Organisation en mai 1942 :
- Stab/Flak-Regiment 6 en tant que Flakgruppe Smolensk
- Stab/Flak-Regiment 10
- Stab/Flak-Regiment 125
- Stab/Flak-Regiment 133
- Luftnachrichten-Abteilung 138

Organisation au 1er novembre 1943 :
- Stab/10. Flak-Brigade (mot.)
- Luftnachrichten-Betriebs-Kompanie 138

Organisation au 1er mars 1944 :
- Stab/Flak-Regiment 6 (mot.) à Smolensk(?)
- Stab/Flak-Regiment 10 (mot.) à Orscha
- Stab/Flak-Regiment 35 (mot.)
- Luftnachrichten-Betriebs-Kompanie 138

Organisation au 1er décembre 1944 :
- Stab/Flak-Regiment 6 (mot.) à Frauenburg/Courland
- Stab/Flak-Regiment 34 (v) à Tauroggen-Insterburg
- Stab/Flak-Regiment 116 (mot.)
- Stab/Flak-Regiment 125 (mot.) à Wilkowischken
- Stab/Flak-Regiment 136 (v) en tant que Flakgruppe Insterburg
- Stab/16. Flak-Brigade (o)
- Luftnachrichten-Betriebs-Kompanie 138

Organisation en janvier 1945 :
- Stab/16. Flak-Brigade à Goldap
- Stab/Flak-Regiment 87 en tant que Flakgruppe Königsberg
- Stab/Flak-Regiment 116 à Heiligenbeil
- Stab/Flak-Regiment 125 à Heiligenbeil
- Luftnachrichten-Betriebs-Kompanie 138

### Livres
- Georges Bernage & François de Lannoy, Dictionnaire historique de la Luftwaffe et de la Waffen-SS, Éditions Heimdal, 1998
- (de) Karl-Heinz Hummel:Die deutsche Flakartillerie 1935 - 1945 - Ihre Großverbände und Regimenter, VDM Heinz Nickel, 2010